# رابرت ابرکرومبی
رابرت ابرکرومبی (انگلیسی: Robert Abercromby of Airthrey; ۲۱ اکتبر ۱۷۴۰ – ۳ نوامبر ۱۸۲۷) فرد نظامی اهل پادشاهی متحد بریتانیای کبیر و ایرلند بود. وی همچنین برندهٔ جوایزی همچون نشان حمام شده‌است.